# Grotte des Renardières
La Grotte des Renardières est une grotte préhistorique située au nord-est du département de la Charente, dans la commune des Pins.

## Localisation
Le site est localisé à environ 20 km au nord-est d'Angoulême, près d'Agris, sur le bord nord du karst de La Rochefoucauld, dans les calcaires récifaux oxfordiens, dans le bassin de la Bellone affluent de la Bonnieure.

## Histoire
Des tessons et pièces lithiques néolithiques y avaient été trouvées, ce qui a incité José Gomez de Soto à pratiquer un sondage en 1995, puis Bruno Boulestin et Véronique Dujardin à entreprendre des fouilles en 1998.

## Topographie
Actuellement le site se présente comme un chaos de blocs d’effondrement d’un auvent qui recouvrait un abri. Une partie du site s'étend dans un réseau de galeries actuellement inaccessibles car colmatées, s'ouvrant à partir d'une petite grotte.

## Stratigraphie
C’est dans cet abri qu’ont été mis au jour, outre un important ensemble sépulcral de l’Âge du Bronze ancien  (Boulestin et Gomez de Soto, 2003), des niveaux aziliens (Dujardin, à paraître 1), ainsi que des pièces en position secondaire témoignant d’une présence aux abords ou dans l’abri au Néolithique final (Artenacien), au Néolithique moyen, au Mésolithique ancien et à l’Aurignacien.

## Habitat
Ce site a eu plusieurs périodes d'occupations paléolithiques, attribuées à l’Azilien, au Magdalénien, au Badegoulien, au Gravettien, à l’Aurignacien, au Châtelperronien  et au Paléolithique moyen par Véronique Dujardin en 2001.
Au-dessus des niveaux anciens a été mis au jour par Bruno Boulestin et Gomez de Soto en 2003 un important ensemble sépulcral de l’Âge du Bronze avec plusieurs individus jeunes accompagnés d'un mobilier céramique, dont une ancienne écuelle typique de cette époque, 